# CCTV-4
O CCTV-4 é um canal de televisão gratuito na China. É um dos seis canais de televisão central da China que são transmitidos para fora da República Popular da China.
Este canal contém uma variedade de programas, incluindo documentários, músicas, notícias, séries dramáticas, esportes e programas infantis para a China continental, incluindo China, Hong Kong, Macau e Taiwan.

## História
O CCTV-4 foi lançado oficialmente em 1 de outubro de 1992 com transmissões a partir das 8:30   das 12:10 Horário de Pequim .
A programação do CCTV-4 consistia inicialmente em uma mistura de programação em inglês e chinês. As transmissões em inglês pararam com o lançamento do CCTV-9 em setembro de 2000. Programas selecionados de CCTV-4 também foram transmitidos em cantonês até 2007.]

Em 1 de janeiro de 1995, o canal expandiu e estendeu sua cobertura internacional, lançando em satélite. Ao mesmo tempo, o canal foi revisado e os programas foram transmitidos em mandarim, cantonês e inglês e começaram a ser exibidos 24 horas por dia.
Em 2007, o canal foi dividido em três edições de continentes e três edições de países:
- CCTV-4 na Ásia .
- CCTV-4 Europa .
- CCTV-4 América .

## Programas
- Gala de Ano Novo do CCTV
- Campo de Opinião Pública da China
- Em toda a China
- Medicina Chinesa Tradicional
- Nosso coração chinês
- China Showbiz
- Notícias da China
- Xinwen Lianbo
- Viagem à Civilização
- Estrangeiro na China
- Tian Ya Gong Ci Shi
- Esportes on-line
- Feliz chinês
- Asia Today
- Foco hoje
- Mundo chinês
- Amada família